# 富蘭克林鎮區 (密蘇里州米勒縣)
富蘭克林鎮區（英語：Franklin Township）是位於美國密蘇里州米勒縣的一個行政鎮區。

## 地方資料
富蘭克林鎮區的面積為125.66平方千米，當中陸地面積為124.88平方千米，而水域面積為0.78平方千米。根據2020年美國人口普查的數據，當地共有人口2649人，而人口密度為每平方千米21.08人。